# Hendek (district)
Hendek is een Turks district in de provincie Sakarya en telt 74.890 inwoners (2007). Het district heeft een oppervlakte van 584,9 km².
De bevolkingsontwikkeling van het district is weergegeven in onderstaande tabel.
| 1997   | 2000   | 2007   |
| ------ | ------ | ------ |
| 58.901 | 63.703 | 74.890 |